# カーニョ・アマリージョ駅

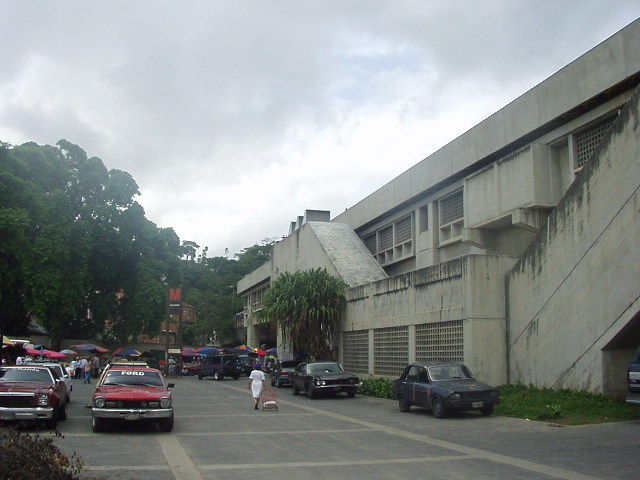
カーニョ・アマリージョ駅北出口（2004年6月）

カーニョ・アマリージョ駅（カニョアマリジョえき、Estación Caño Amarrillo）はベネズエラのカラカスにあるカラカス地下鉄一号線の地上駅である。首都地区リベルタドル市ベインテ・トレス・デ・エネーロ区（1月23日区）に位置する。カーニョ・アマリージョとは、スペイン語で「黄色い管」を意味する。1983年1月2日開業。

## 構造

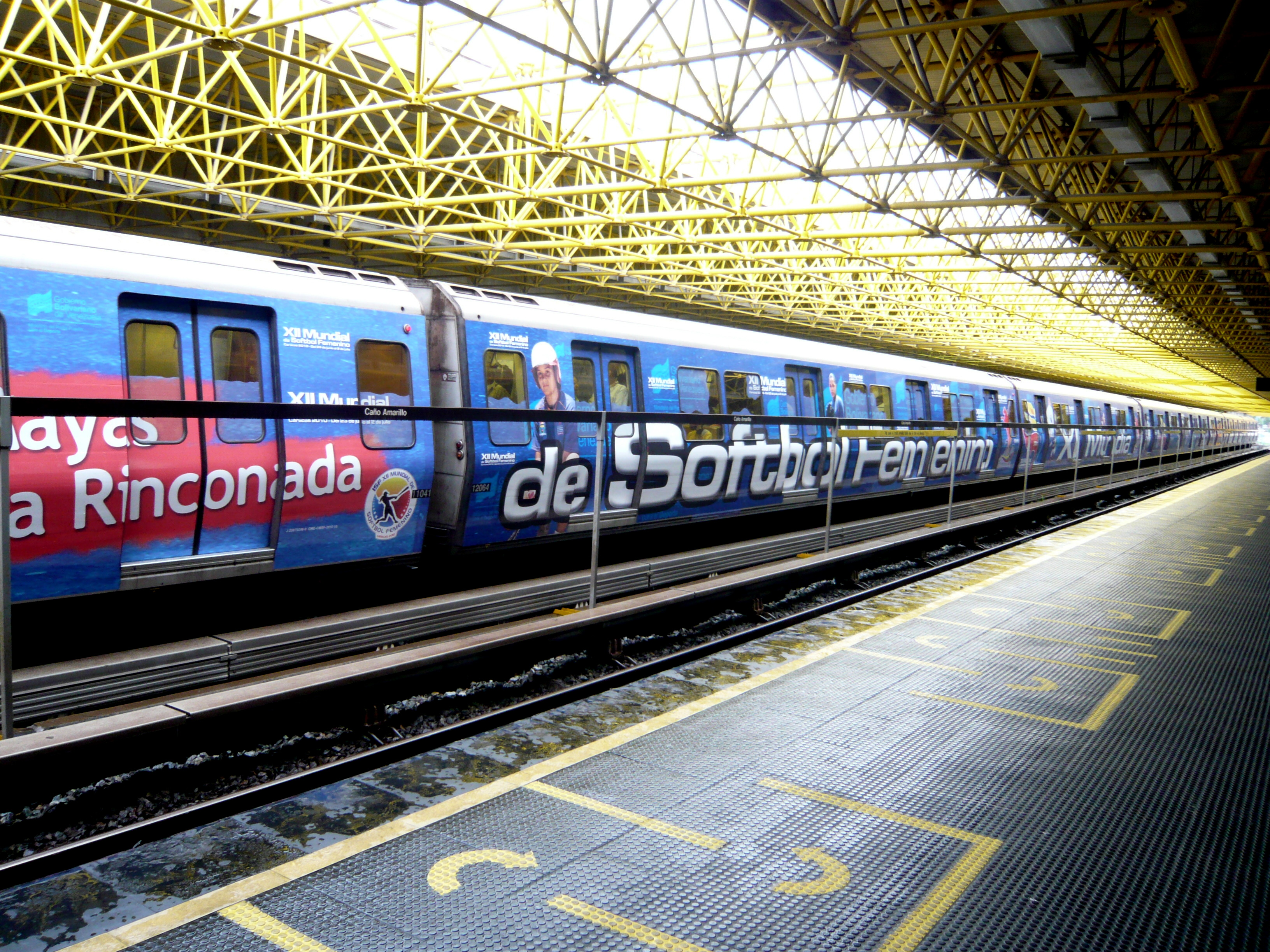
ホーム

ホームは相対式2面2線で高架にある。駅舎はその下にあり、1階が切符売り場と改札、2階がホームである。

## 周辺
廃止されたカラカス - バレンシア間の狭軌鉄道のカラカス駅の位置に建てられた。ベインテ・トレス・デ・エネーロの台地の北東にある谷に位置する。スクレ通りの南側やや離れたところである。平日にはスクレ通りから駅までの小道の両側に露天商の店が連なる。

## 隣の駅
アグア・サルー駅 - カーニョ・アマリージョ駅 - カピトリオ駅